# Ponts de Setcases
Els Ponts de Setcases són els ponts del municipi de Setcases (Ripollès). Almenys hi ha dos ponts de Setcases que formen part de l'Inventari del Patrimoni Arquitectònic de Catalunya.

## Pontet sobre el torrent de Vall-llobre
És un pontet d'un arc tot de pedra, malmès en les baranes però en ús. Sobre el torrent de Vall-llobre, afluent del riu Ter. És una obra inventariada.

## Pont de Setcases
Va ser enderrocat. Pont d'un arc, ha sigut renovat, tot de pedra i actualment plà. Sobre el Ter. És una obra inventariada.

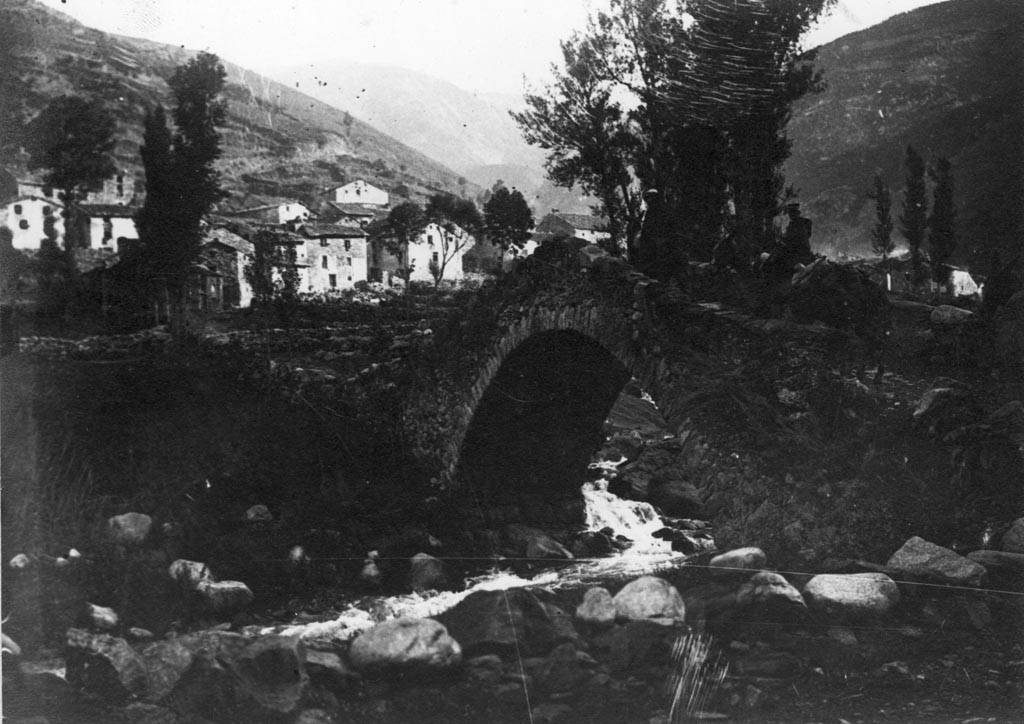
Antic pont de Setcases